# Status města v Belgii
Jako města jsou v Belgii uznávány obce, kterým byl udělen čestný titul město (francouzsky ville, nizozemsky stad, německy Stadt) na základě královského výnosu (fr. arrêté royal, niz. koninklijk besluit).

## Historie
Ve středověku měla města stanovena privilegia oproti okolním vesnicím.
Poté, co místní vrchnost posílila městská privilegia, mohla města například organizovat výroční trhy, zvyšovat mýtné nebo budovat opevnění.
Za francouzské okupace Belgie byla výsadní práva zrušena a nahrazena čestným titulem město.
K tomu došlo na základě dekretu Národního konventu z 2. brumaire roku II (23. říjen 1793).
Určitý počet měst rovněž přišel o titul města.
V dobách Spojeného království nizozemského některá města znovu získala titul města.
30. května 1825 byl vydán královský výnos, který obsahoval seznam měst, která měla v té době titul města.
Tento seznam nedoznal žádných změn během více než 150 let.
Po slučování obcí roku 1977 měly některé obce možnost požádat o udělení titulu města z historických důvodů (obce, které měly tento titul před obdobím francouzské nadvlády, nebo obce, které měly významnou roli ve středověku) nebo vzhledem k tomu, že dnes fungují jako urbanistická centra.
Značné množství obcí využilo této příležitosti v letech 1982–2000 a získalo titul města na základě královského výnosu.